# 萨尔特河畔鲁瓦泽
萨尔特河畔鲁瓦泽（法語：Roëzé-sur-Sarthe，法語發音：[ʁwaze syʁ saʁt]；2022年之前拼作）是法国萨尔特省的一个市镇，属于拉弗莱什区。

## 地理
萨尔特河畔鲁瓦泽（47°53'45"N, 0°4'1"E）面积26.46 平方千米，位于法国卢瓦尔河地区大区萨尔特省，该省份为法国西北部内陆省份，北起顺时针与奥恩省、厄尔-卢瓦省、卢瓦-谢尔省、安德尔-卢瓦尔省、曼恩-卢瓦尔省和马耶讷省接壤，是法国大西部的入口，连接卢瓦尔河谷、布列塔尼和巴黎盆地。
与萨尔特河畔鲁瓦泽接壤的市镇（或旧市镇、城区）包括：瓦夫尔莱勒芒、萨尔特河畔拉叙兹、舍米雷勒戈丹、盖塞拉尔、卢普朗德、帕里涅勒波兰。
萨尔特河畔鲁瓦泽的时区为UTC+01:00、UTC+02:00（夏令时）。

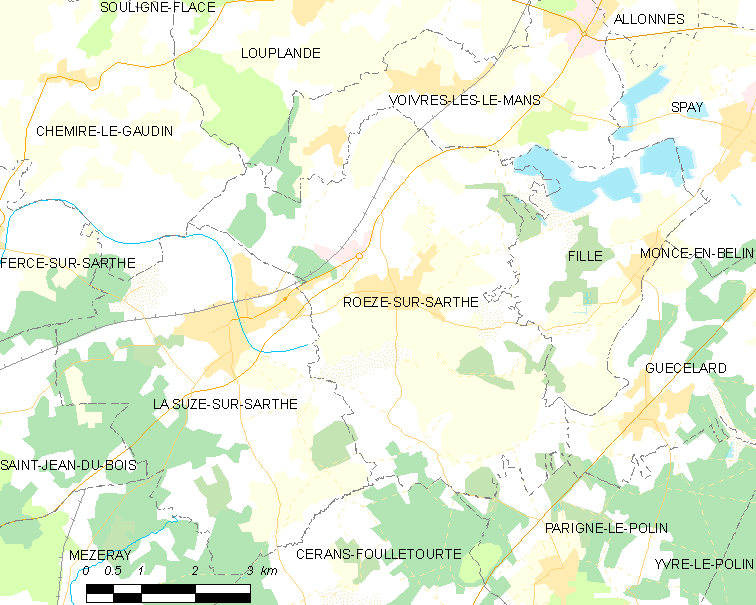
萨尔特河畔鲁瓦泽的OSM定位图

## 行政
萨尔特河畔鲁瓦泽的邮政编码为72210，INSEE市镇编码为72253。

## 政治
萨尔特河畔鲁瓦泽所属的省级选区为萨尔特河畔拉叙兹县。

## 人口

1962-2008年间萨尔特河畔鲁瓦泽人口变化图示

萨尔特河畔鲁瓦泽于2022年1月1日时的人口数量为2546人。